# Aluminiumantimonid
Aluminiumantimonid ist eine intermetallische Verbindung aus Aluminium und Antimon und ist ein III-V-Verbindungshalbleiter. Aluminiumantimonid ist als potentieller Werkstoff für Solarzellen interessant. Dazu kann es auch mit anderen III-V-Verbindungshalbleitern versetzt werden. Mit diesen ternären Halbleitern (zum Beispiel AlInSb, AlGaSb and AlAsSb.) ist es möglich, die Bandlücke an das Sonnenspektrum besser anzupassen.

## Eigenschaften
- Gitterkonstante: 0,61355 nm
- Debye-Temperatur: 19 °C
- Dielektrizitätskonstante: 11
- indirekte Bandlücke: ca. 1,6 eV
- direkte Bandlücke: 2,22 eV
- Brechungsindex 3,3 (bei 2 µm Wellenlänge)

Die Beweglichkeit der Ladungsträger beträgt bei 300 K:
- für Elektronenleitung 200 cm2·V−1·s−1 und
- die Löcherbeweglichkeit 400 cm2·V−1·s−1